# You Don’t Bring Me Flowers
You Don’t Bring Me Flowers ist eine Pop-Ballade aus dem Jahr 1977 von Neil Diamond. Der Text wurde von Alan und Marilyn Bergman geschrieben.
Der Song handelt von einem Liebespaar, das nach Jahren des Zusammenlebens feststellt, dass sein Leben in Routine erstarrt ist. Neil Diamond veröffentlichte den Song 1977 auf seinem Album I’m Glad You’re Here With Me Tonight. Ein Jahr später spielte Barbra Streisand das Lied für ihr Album Songbird ein. Der Radio-DJ Gary Guthrie von WAKY-Radio in Louisville mixte beide Versionen zusammen.
Dieses virtuelle Duett erfreute sich bei den Zuhörern großer Beliebtheit, und so entschlossen sich Barbra Streisand und Neil Diamond, die seit der Schulzeit befreundet sind, den Song gemeinsam neu aufzunehmen und ihn als Single herauszubringen. Diese Aufnahme wurde ein weltweiter Hit und kam in den USA bis auf den ersten Platz der Billboard-Charts. Bei der Grammy-Award-Verleihung 1980 traten Barbra Streisand und Neil Diamond ein einziges Mal für die breite Öffentlichkeit gemeinsam auf und trugen den Song einem Millionen-Publikum live vor. Ein weiteres Mal sangen sie das Lied 2004 gemeinsam bei einer Spendenaktion für den Wahlkampf des demokratischen Präsidentschaftskandidaten John Kerry.